# Cirrus
Cirrus (abreviere Ci) sunt un gen de nori de altitudine mare separați cu aspect fibros în formă de filamente, bancuri sau benzi albe. Sunt constituiti din cristale de gheață si nu dau precipitații.
Mulți nori cirrus produc filamente din cristale de gheață mai grele care provin din ei. Aceste filamente indică de multe ori diferența în mișcarea aerului (vântul de forfecare) între partea superioară a norilor cirrus și partea de sub ei. Uneori, partea de sus a norului cirrus se mișcă rapid, mai sus de un strat de aer mai lent, sau cade într-o mișcare mai rapidă în stratul inferior. Direcțiile acestor vânturi, de asemenea, pot varia.

## Formarea
Norii cirrus se formează când vaporii de apă îngheață în cristale de gheață la altitudini de peste 8000 de metri. Datorită umidității rare la o altitudine mare, ei tind să fie foarte subțiri. La această altitudine, aeronavele lasă urme de condens care se pot transforma în nori cirrus. Acest lucru se întâmplă atunci când evacuarea fierbinte este formată în cea mai mare parte din apă care îngheață, lăsând o urmă vizibilă. Dungile pot apărea drepte atunci când vântul de forfecare este absent, făcând norii să arate ca o virgulă (Cirrus uncinus), aceasta arată că sunt turbulențe la nivel înalt. Cristalele de gheață se evaporă înainte de a ajunge la sol.
Norii cirrus acoperă până la 30% din Pământ și au un efect de încălzire. Norii cirrus absorb în mod eficient radiația infraroșie care își încetează activitatea (de căldură) pe sub ei (efectul de seră), în timp ce doar marginea reflectă lumina soarelui(albedo).

## Prognoză
Un număr mare de nori cirrus poate fi un semn al unui sistem frontal ce se apropie sau tulburări ale aerului superior. Aceștia de obicei semnalizează o schimbare a vremii în viitorul apropiat, de obicei apropierea unei furtuni. Nori cirrus pot fi, de asemenea, resturi ale unei furtuni. Un scut mare de cirrus și cirrostratus însoțesc de obicei uragane sau taifunuri. Creșterea traficului aerian este o posibilă cauză a unui număr tot mai mare de nori cirrus. 

## Specii
- Cirrus fibratus (Ci fib) - nori de altitudine mare care se prezintă sub formă de fibre drepte sau neregulate.
- Cirrus uncinus (Ci unc) - nori de altitudine mare care se prezintă sub formă de fibre, asemeni unor cârlige
- Cirrus spissatus (Cc spi) - nori de altitudine mare care se prezintă sub formă de pete alb-gri dense.
- Cirrus castellanus (Ci cas) - nori de altitudine mare care se prezintă sub formă de creneluri.
- Cirrus floccus (Ci flo) - nori de altitudine mare care se prezintă sub formă de pâlcuri.

### Varietăți
- Funcție de opacitate: nu are.
- Funcție de formă: intorsus, vertebratus, radiatus și duplicatus.

#### Particularități
- Funcție de precipitații: nu are.
- Nori accesori: mamma.

## Galerie

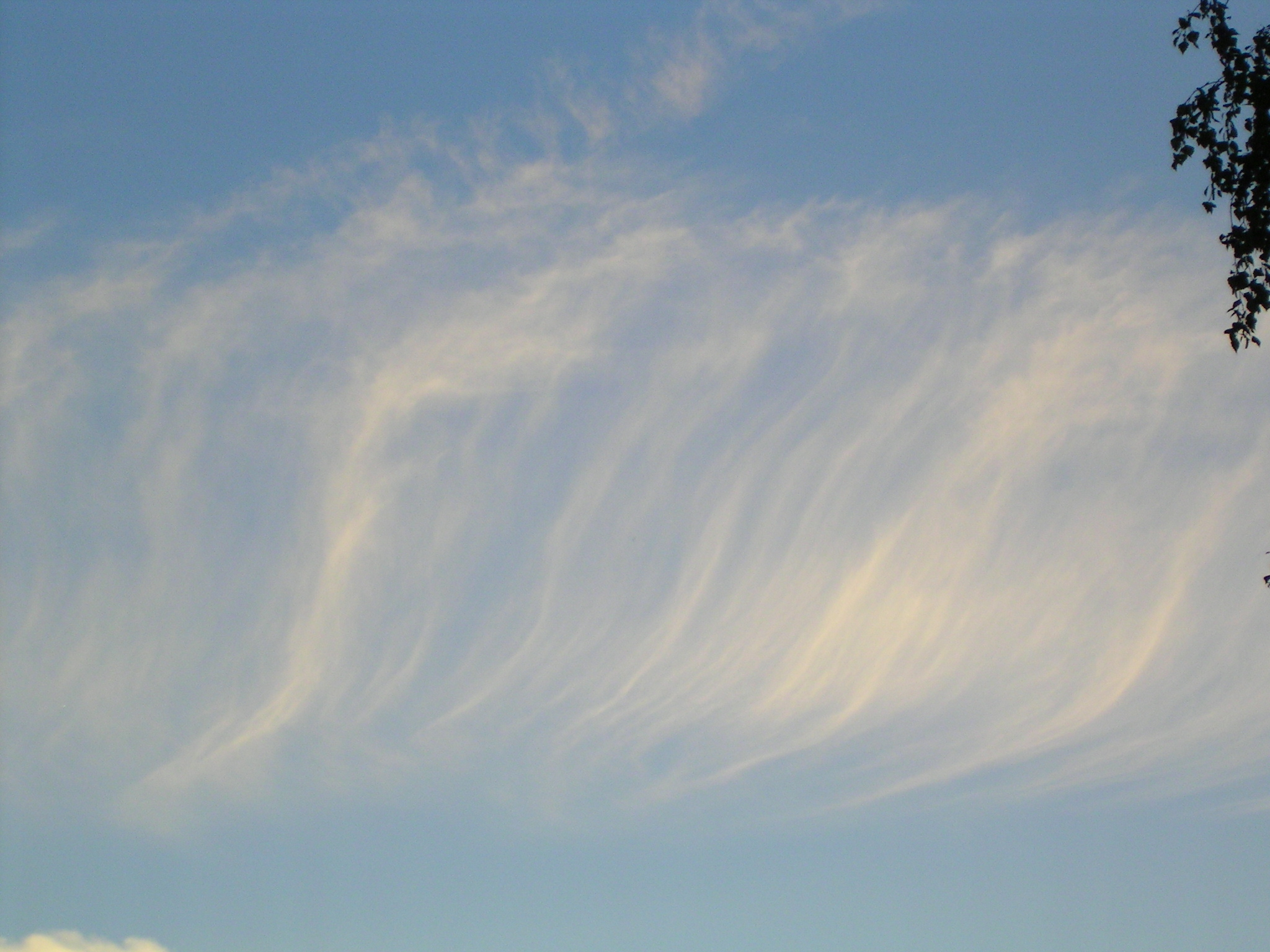
Cirrus fibratus
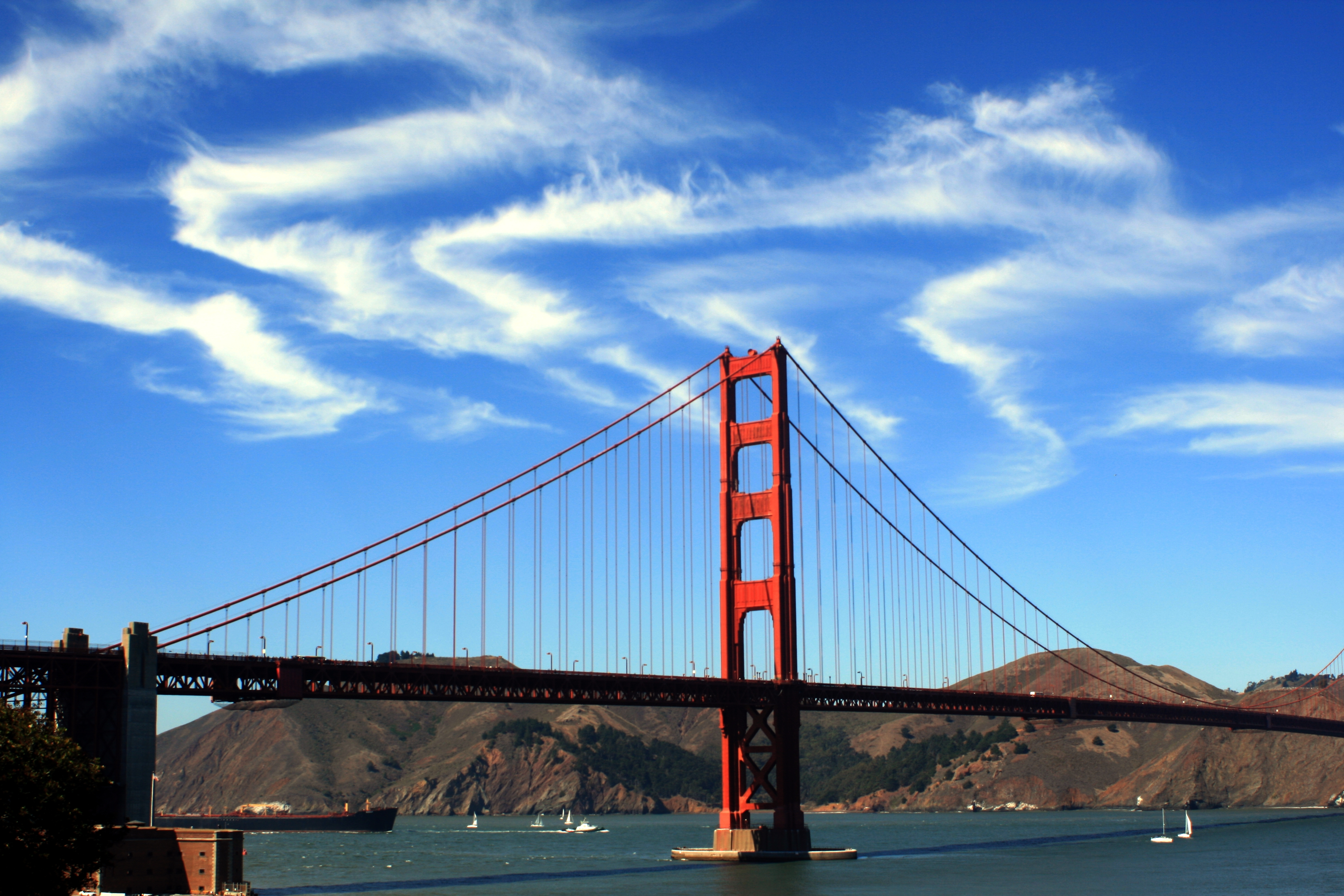
Nori cirrus fibratus peste Golden Gate Bridge
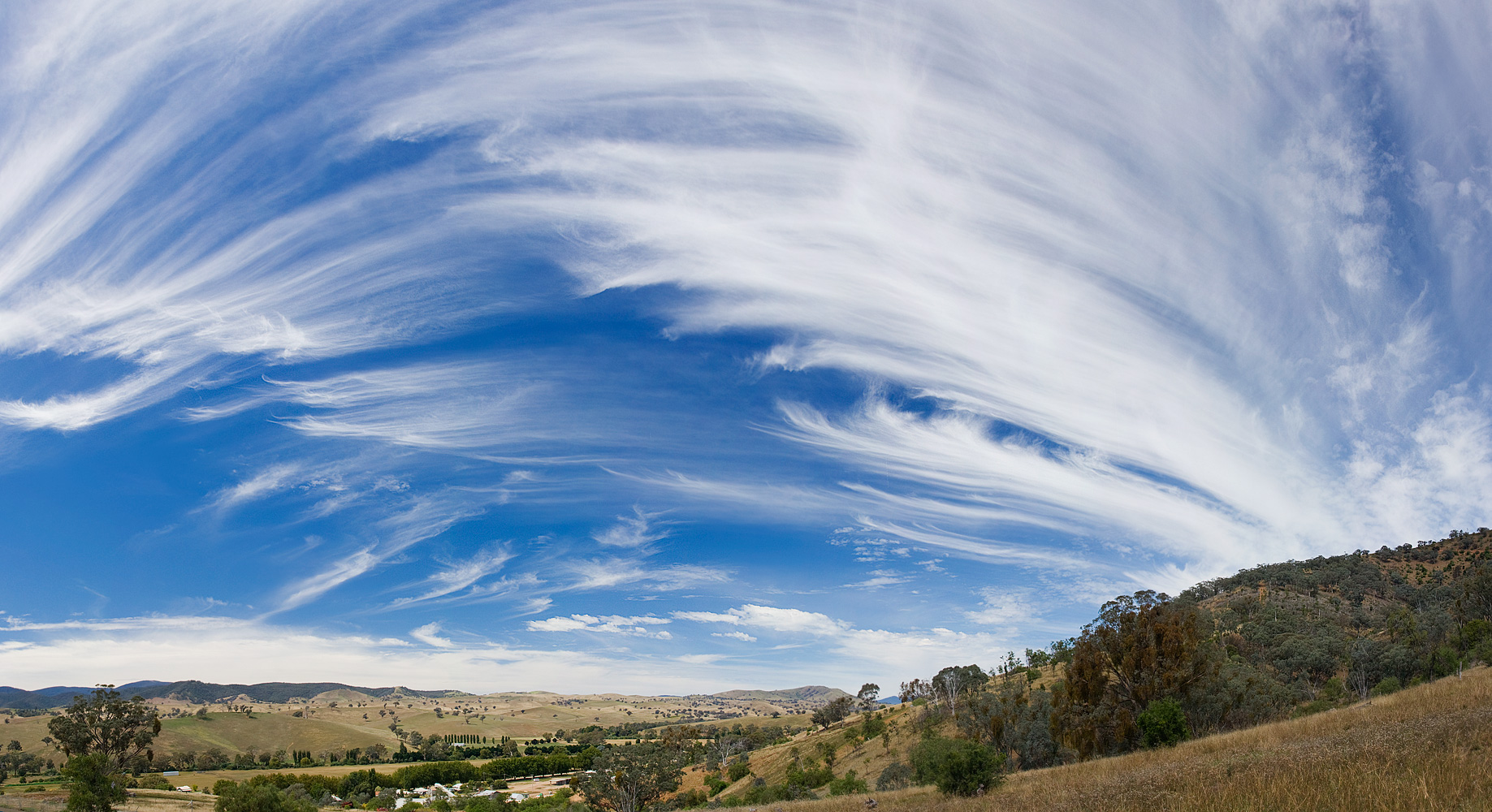
Nori cirrus fibratus și uncinus, Victoria, Australia
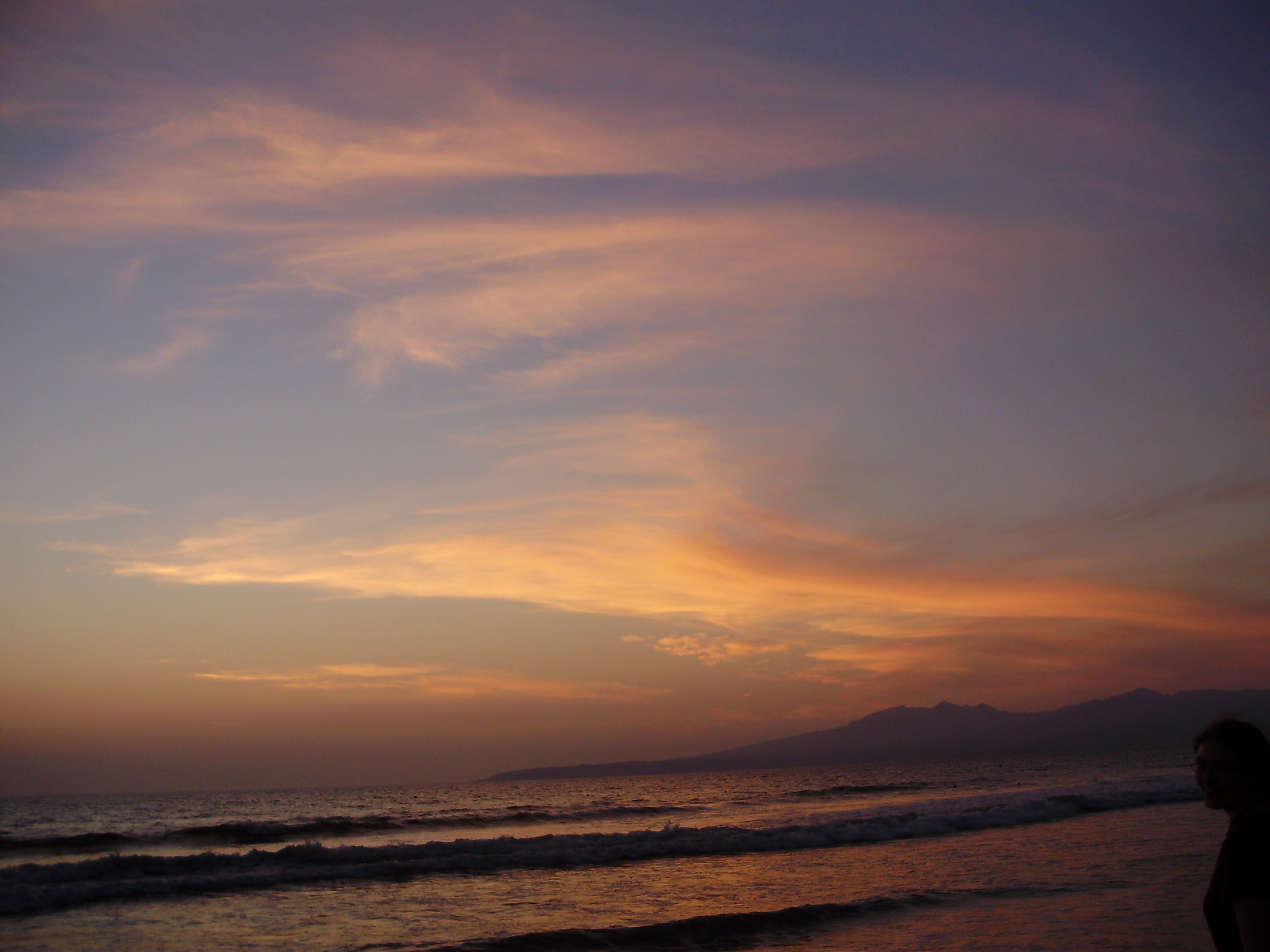
Nori cirrus, Puerto Vallarta

Înțelegerea norilor cirrus ajută la observarea și prognoza meteo, deoarece prezența și evoluția lor pot oferi indicii despre apropierea sistemelor meteorologice.